# Dömötör Károly
Dömötör Károly (Haraszti, Baranya vármegye, 1831. december 10. – Nagyharsány, 1886. július 19.) református lelkész, énekszerző.

## Élete
Dömötör Sámuel református lelkész és Gózon Mária fiaként született, 1831. december 15-én keresztelték. A gimnáziumot Kiskunhalason és Kecskeméten járta; tanulói pályáját megszakította a magyar szabadságharc, melynek lezajlása után ismét folytatta és elvégezte felsőbb tanulmányait, majd az orvosi pályára szánta magát és a pesti egyetemre beiratkozott. Részt vett a Noszlopy-féle összeesküvésben, egy őszi estén elfogták, Bécsben és Kufsteinban egy évi vizsgálati fogságban tartották. A bécsi börtön magánzárkájában szerezte az országszerte ismert nóták dallamait: Jaj de búsan harangoznak Tarjánban, Kecskeméti emlék, Nem hallottam soha oly bús harangot, A ricaca sat. Kiszabadulása után a kecskeméti kollégiumban folytatta és elvégezte a teológiát, majd édesapja mellé vonult. 1859-ben jogi vizsgát tett és kórósi káplán, majd helyettes pap lett; 1868-ban pacséri lelkésszé, 1874-ben egyházkerületi tanácsbíróvá választották; később Nagyharsányban (Baranya megye) lelkészkedett.

## Munkái
A valódi hazafi élő képe. Dicsőült gr. Teleki László emléke. Temesvár, 1861. (Egyházi beszéd.)
A Nefelejtsben (1867.) van egy ford. beszélye és protestáns egyházi énekeket szerzett.